# Унбинилий
| 120      | Унбинилий |
| Ubn(320) |           |
| [Og]8s2  |           |

Унбини́лий (лат. Unbinilium, Ubn) или э́ка-ра́дий — вре́менное систематическое название гипотетического химического элемента в Периодической таблице с вре́менным обозначением Ubn и атомным номером 120.

## История
В 2006—2008 годах при попытках синтеза элемента 124 унбиквадия на Большом национальном ускорителе тяжелых ионов (GANIL) измерения прямого и запаздывающего деления составных ядер показали сильный стабилизирующий эффект протонной оболочки также и при Z = 120 — косвенное свидетельство унбинилия.
В марте — апреле 2007 года была предпринята попытка синтеза элемента 120 в Объединённом институте ядерных исследований в Дубне путём бомбардировки мишени из плутония-244 ионами железа-58.
{\displaystyle {\ce {{^{244}_{94}Pu}+{^{58}_{26}Fe}->{^{302}_{120}Ubn^{\ast }}->{\text{осколки}}}}}
Первоначальный анализ обнаружил, что ни один атом элемента 120 не был синтезирован при сечении реакции 0,7 пикобарн.
Российская команда планирует усовершенствовать оборудование перед следующей попыткой проведения реакции между титаном-50 и калифорнием-249.
{\displaystyle {\ce {{^{249}_{98}Cf}+{^{50}_{24}Ti}->{^{299}_{120}Ubn^{\ast }}->{\text{осколки}}}}}
При этом в настоящее время физики ОИЯИ не планируют повторной попытки синтеза 120-го элемента, считая целесообразным предварительно проверить изменение вероятности слияния в результате замены, ранее успешно применяемого для синтеза элементов с Z = 110—118, налетающего ядра
{\displaystyle {\ce {^{48}_{20}Ca}}}
на
{\displaystyle {\ce {^{50}_{22}Ti}}}
и получения при помощи последнего больших количеств составных ядер с меньшим атомным номером, а также элемента 119.
В период с апреля по май 2007 года европейским центром GSI в немецком Дармштадте была проведена также безуспешная попытка получить унбинилий по реакции:
{\displaystyle {\ce {{^{238}_{92}U}+{^{64}_{28}Ni}->{^{302}_{120}Ubn^{\ast }}->{\text{осколки}}.}}}
С 23 апреля по 31 мая 2011 года учёные GSI провели эксперимент по синтезу унбинилия, используя другую реакцию:
{\displaystyle {\ce {{^{248}_{96}Cm}+{^{54}_{24}Cr}->{^{302}_{120}Ubn^{\ast }}->{\text{осколки}}.}}}
Но первая серия опытов не дала результата.
Опыты по синтезу 120-го элемента планируют также японские ученые из RIKEN, однако в успешности избранного ими метода холодного слияния ядер кюрия и хрома ученые ОИЯИ сомневаются.

## Физические и химические свойства
Физические свойства унбинилия при нормальных условиях будут похожи на свойства радия. Плотность унбинилия будет равна примерно 7 г/см3, что немного выше, чем плотность радия (5,5 г/см3).
Температура плавления щёлочноземельных металлов, в отличие от щелочных металлов, не подчиняется какой-либо закономерности, однако всё же предполагается, что унбинилий будет более легкоплавким, чем более лёгкие аналоги, и иметь температуру плавления порядка 680 °C (это приблизительно на 300 °C ниже температуры плавления радия).
Предполагается, что унбинилий будет типичным щёлочноземельным металлом, однако его химическая активность будет намного выше, чем у более лёгких элементов — радия или бария. Реакционноспособность унбинилия будет также очень высокой. На воздухе очень быстро (возможно, даже со взрывом, как цезий) будет окисляться до оксида UbnO и, вероятно, также и нитрида Ubn3N2, с водой давать Ubn(OH)2 — очень сильную щёлочь, вероятно, наиболее сильную среди гидроксидов щёлочноземельных металлов, и возможно, превосходящую по силе гидроксиды щелочных металлов.
Довольно интересным является то, что в отличие от предыдущих периодов, где гидроксиды щелочных металлов имели более осно́вный характер и лучше растворялись в воде, чем щёлочноземельные металлы, UueOH будет, вероятно, более слабым основанием, чем Ubn(OH)2 — следующего за ним элемента. Связано это с тем, что 2 гидроксильных иона по умолчанию сильнее одного, а большие ионы сверхтяжёлых элементов сделают лёгкость отщепления аниона настолько высокой, что стабилизирующее действие 7p-подуровня не сможет сдерживать 2 аниона.
С галогенами унбинилий, как и остальные щёлочноземельные металлы, будет образовывать дигалогенид UbnHal2.
Однако, несмотря на свойства типичного щёлочноземельного металла, ионный и атомный радиус унбинилия будет ниже, чем у радия и бария, и примерно соответствовать радиусу кальция или стронция. Унбинилий может быть первым щёлочноземельным металлом, который имеет степень окисления +4 (что противоречит номеру группы); это связано с ожидаемой очень низкой энергией ионизации 7p3/2 электронов, что делает возможным образование химической связи с их участием. Также унбинилий может иметь и степень окисления +1.